# Церковь Николая Чудотворца, что на Дору
Церковь Николая Чудотворца, что на Дору — православный храм Костромской и Галичской епархии.
Храм расположен в селе Палкино Антроповского района, Костромской области (ранее с. Николо-Дор, Галичского уезда, Костромской губернии). Главная святыня — местночтимая икона Божией Матери Казанская. Трёхпрестольная — в честь святителя Николая Чудотворца, святого пророка Илии, святых мучеников Флора и Лавра, с Ильинским и Флоровским приделами. Ныне заброшена, разрушается, нуждается в реставрации.

## История
Церковь была построена на средства прихожан в 1809 г. и состояла из трёх строений: для летнего и зимнего богослужения, и сторожки. Здесь было немало уникальных икон в золотых и серебряных окладах, особо выделялось распятие Христа. Стены и потолки расписывались палехскими мастерами. В течение десятилетий и до сих пор, несмотря на непогоду в летней церкви сохранились остатки прекрасной живописи о сотворении мира на земле. Настоящими шедеврами искусства были резьба по дереву, интерьер, царские ворота, иконостасы.
Вокруг церкви была выстроена кирпичная ограда, а по обеим сторонам ворот при входе на территорию церкви святились богатые подсвечники. Ещё в послевоенные годы по всему периметру ограды на захоронениях святых лежали мраморные плиты, обелиски, памятники, на которых золотыми буквами были высечены тексты. В летний зной здесь всегда можно было найти спасение — вековые берёзы создают особую атмосферу умиротворения и благополучия, духовного ощущения. 
В алтарях хранились древние книги в кожаных переплетах с богатой, золотой и серебряной инкрустацией. Службу правили в церкви два священника, два дьякона, два дьячка. Богослужения, религиозные обряды проводились в тепле и присущей церкви особой чистоте и благости. В разные годы в церкви служили такие священники как Преображенский, Рязановский, Лазарин, Покровский, Вознесенский, Померанцев.
В начале 30-х гг. XX в. советская власть наложила на церковь тяжёлый хлебный и денежный налог, в результате такого давления церковная служба была прекращена. Власть использовала летнюю церковь в 1934—1935 годах под склад для хранения зерна, его сыпали по всему полу на высоту четырех метров. Живопись, резьба, иконы подвергались порче. Утварь расхищалась, шло надругательство над чувствами верующих. Из церкви было изъято 8 кг золотой утвари, 47 кг серебряной для спасения голодающих.  
В 1938—1939 гг. Никольская церковь вновь открылась на непродолжительный срок. Священником в ней стал Рябцовский, прошедший Гулаг. Эрудированный, умный человек, знаток истории, он пользовался большим уважением у прихожан, а когда церковь окончательно закрыли, работал в Советских учреждениях, воевал и погиб во время Великой Отечественной войны.
Достопримечательностью  храма была высокая колокольня, которая являлась настоящим украшением окружающей местности. С её площадки просматривалось 8 приходов: Н-Порга, Н-Бувыкино, Н-Ержа, Михаила Архангела, Понизье, Пречистое, Шебол, Ильи пророка. Большая часть этих храмов была варварски уничтожена.
В послевоенные годы перед исполкомом райсовета встал вопрос, где разместить новый дом культуры. Было принято решение о реквизиции здания церкви, в результате которой была разрушена колокольня и все пять церковных куполов. Церковь, оборудованная под клуб, не дала того эффекта, которого ожидали. Долгие годы не могли разгадать систему церковного отопления, не смогли погасить акустику храма, звук воспринимался с большим напряжением. Из сломанной колокольни часть кирпича взяли в дело, остальные превратились в огромную бесформенную кучу обломков, которыми несколько лет засыпали ухабы антроповского тракта. В дальнейшем все деревянные перекрытия были сожжены.
Никольской церкви уже более 200 лет, и она до сих пор привлекает своей грандиозностью, наружной архитектурой, прочностью исполнения и верой в будущее.